# Raxendorf
Raxendorf är en ort och kommun  i Österrike. Den ligger i distriktet Melk i förbundslandet Niederösterreich, 80 km väster om huvudstaden Wien.
Kommunen består av 23 orter (Ortschaften) (inom parentes invånarantal 1 januari 2024):

- Afterbach (52)
- Braunegg (96)
- Eibetsberg (8)
- Feistritz (82)
- Klebing (26)
- Laufenegg (15)
- Lehsdorf (33)
- Mannersdorf (78)
- Moos (3)
- Neudorf (11)
- Neusiedl am Feldstein (6)
- Neusiedl bei Pfaffenhof (8)
- Ottenberg (26)
- Pfaffenhof (14)
- Pölla (15)
- Raxendorf (308)
- Robans (9)
- Steinbach (10)
- Troibetsberg (20)
- Walkersdorf (9)
- Zehentegg (13)
- Zeining (168)
- Zogelsdorf (15)